# Disrupción celular

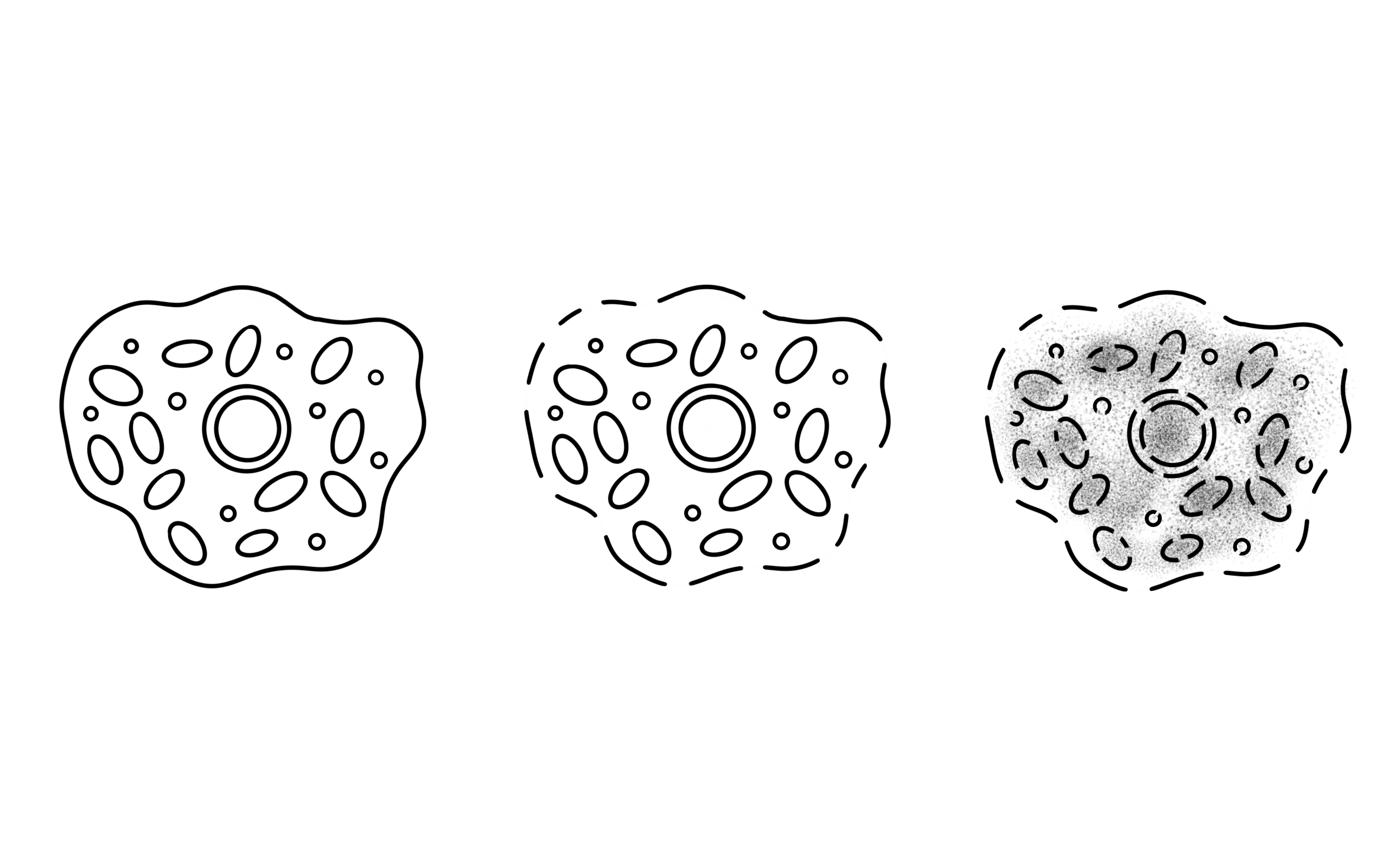
Proceso de disrupción celular mostrando la liberación de biomoléculas y metabolitos desde el interior de los organelos.

La disrupción celular es un proceso para romper las membranas celulares, utilizado en biología y biotecnología, cuando se requiere la liberación de componentes celulares. Se puede lograr la disrupción aplicando métodos mecánicos, químicos o enzimáticos.

## Métodos de disrupción celular

### Disrupción mecánica
Es un método utilizado para romper las células y liberar a sus componentes internos. Se basa en la aplicación de fuerza física para romper las membranas celulares y las estructuras internas de las células. Algunos de los métodos más comunes de disrupción mecánica incluyen:
- Homogeneización: Este método utiliza un homogeneizador de alta velocidad o un homogeneizador de perlas para romper las células. En un homogeneizador de alta velocidad, las células se someten a fuerzas de cizallamiento cuando se pasan a través de una abertura pequeña a alta velocidad. En un homogeneizador de perlas, las células se rompen mediante la agitación en presencia de perlas de vidrio o cuentas de metal.[6]
- Ultrasonido: La sonicación es un proceso en el que se utilizan ondas ultrasónicas de alta frecuencia para generar burbujas de cavitación en un líquido. Cuando estas burbujas colapsan, liberan energía que puede romper las células y las membranas celulares. Es especialmente eficaz para muestras pequeñas.[1]

La elección del método de disrupción mecánica depende del tipo de muestra, el volumen, la resistencia celular y los componentes que se deseen extraer. La disrupción mecánica es especialmente útil cuando se necesita mantener la integridad de las biomoléculas y evitar la degradación.

### Disrupción química
Existen diversos reactivos químicos disponibles para llevar a cabo la disrupción celular, y la elección del reactivo adecuado depende del tipo de células en consideración. La permeabilidad celular puede ser potenciada mediante el uso de distintos productos químicos, tales como ácidos, bases y tensioactivos, que participan en la degradación de los enlaces químicos presentes en la pared celular. Entre los reactivos químicos más comúnmente empleados se incluyen:
- Detergentes: Los detergentes son compuestos que pueden solubilizar las membranas celulares, lo que resulta en la liberación de los contenidos celulares. Los detergentes, como el Tritón X-100 y el dodecil sulfato de sodio (SDS), son eficaces para romper las membranas lipídicas.[3]
- Agentes quelantes: Los agentes quelantes, como el EDTA (ácido etilendiaminotetraacético), pueden unirse a iones metálicos necesarios para las enzimas celulares, inhibiendo así su actividad. Esto puede llevar a la desestabilización de las células.[3]
- Lisis ácida: La lisis ácida implica el uso de ácidos fuertes, como el ácido clorhídrico (HCl), para degradar las membranas celulares y las estructuras internas. Los ácidos fuertes pueden romper los enlaces químicos y desnaturalizar las biomoléculas.[7]
- Lisis alcalina: La lisis alcalina implica el uso de soluciones alcalinas, como el hidróxido de sodio (NaOH) o también hidróxido de potasio (KOH), con el propósito de degradar las membranas celulares y desnaturalizar las proteínas, lo que resulta efectivo en la liberación de ácidos nucleicos.[2] Este enfoque suele ser más aplicable en el contexto de microalgas.[8]

La disrupción química se utiliza en la extracción de proteínas, la purificación de ácidos nucleicos, la cuantificación de metabolitos y la obtención de muestras para análisis bioquímicos.

### Disrupción enzimática
Se basa en la acción de enzimas que son capaces de degradar o modificar las estructuras celulares de manera selectiva. Dependiendo del tipo de células que se estén tratando, se pueden utilizar diferentes tipos de enzimas. Algunos ejemplos de enzimas y sus funciones incluyen:
- Lisozima: Es una enzima que ataca y degrada la pared celular de bacterias, especialmente de bacterias Gram-positivas. Esto resulta en la lisis de las bacterias y la liberación de su contenido celular.[9]
- Fosfolipasa: Esta enzima tiene la capacidad de degradar los fosfolípidos que componen las membranas celulares. Su acción provoca la ruptura de las membranas celulares y la liberación de los componentes internos de las células.
- Proteasas: Son enzimas que degradan proteínas. Pueden ser utilizadas para descomponer las proteínas presentes en las células, lo que facilita la extracción y purificación de proteínas de interés.
- Nucleasas: Son enzimas que degradan ácidos nucleicos, como el ADN y el ARN. Su uso puede ser útil para liberar estos ácidos nucleicos de las células.

La disrupción enzimática es útil cuando se requiere la liberación selectiva de ciertos componentes celulares, como proteínas o ácidos nucleicos, sin afectar otros. Además, permite una lisis controlada de las células.

## Instrumentación
Algunos de los equipos comunes son:
- Homogeneizador de alta velocidad: Estos dispositivos utilizan una cuchilla giratoria de alta velocidad o un rotor para triturar y romper las células en un medio líquido. Son útiles para la disrupción de muestras biológicas en suspensiones acuosas.[6]
- Homogeneizador ultrasónico: Los dispositivos de ultrasonido emiten ondas ultrasónicas de alta frecuencia que generan burbujas de cavitación en el líquido circundante. Estas burbujas colapsan de manera violenta, generando fuerzas de cizallamiento que rompen las células.[10]
- Molinos de perlas (Bead Mills): Los molinos de perlas utilizan cuentas o perlas de vidrio o metal para triturar y romper las células. Las perlas se agitan en una suspensión de muestra, lo que genera fuerzas de impacto y cizallamiento para la disrupción.[11]
- Prensa de alta presión: Estos instrumentos aplican presión hidráulica o mecánica a las muestras, lo que resulta en la ruptura de las células. Son útiles para la disrupción de microorganismos resistentes, como esporas bacterianas.[12]
- Molino de bolas criogénico: Estos equipos utilizan temperaturas extremadamente bajas (-80 °C) para congelar y luego triturar las células. La congelación previa ayuda a mantener la integridad de las muestras biológicas sensibles al calor.[13]

## Aplicaciones y usos
La disrupción celular es una técnica utilizada en diversas áreas de la ciencia y la industria debido a su capacidad para liberar el contenido celular y acceder a componentes intracelulares.
- Biotecnología: La disrupción celular se utiliza para la extracción de productos celulares de interés. En la ingeniería genética y la biotecnología, las células modificadas genéticamente se someten a disrupción para liberar las proteínas recombinantes. Estas proteínas se utilizan en una amplia gama de aplicaciones, como la producción de medicamentos, enzimas industriales, vacunas y productos biotecnológicos.
- Farmacología: Se emplea para extraer componentes celulares que son utilizados en la fabricación de medicamentos. Esto puede incluir la obtención de compuestos activos de plantas o microorganismos, la extracción de metabolitos secundarios con propiedades farmacológicas y la producción de ingredientes activos para formulaciones medicinales.[14]
- Biología molecular: En estudios de biología molecular se utiliza la disrupción para extraer ADN, ARN y proteínas. Estas biomoléculas se usan en técnicas de análisis genético, como la secuenciación de ADN, la reacción en cadena de la polimerasa (PCR) y la electroforesis. La disrupción también es necesaria para la purificación de proteínas y la obtención de muestras para análisis proteómicos.
- Investigación en microbiología y microbioma: En microbiología y estudios del microbioma, la disrupción celular para analizar su contenido genético y proteico para la identificación de especies, la caracterización de comunidades microbianas y la comprensión de la función microbiana en diversos entornos.

## Consideraciones y limitaciones
La disrupción celular presenta consideraciones y limitaciones que deben tenerse en cuenta:
- Efectos en las muestras: La liberación de contenido celular puede resultar en la degradación de biomoléculas, como proteínas y ácidos nucleicos, si no se toman medidas para preservarlos adecuadamente. La disrupción puede generar calor, lo que podría afectar a las muestras sensibles a la temperatura.
- Toxicidad: En el caso de la disrupción química, se utilizan agentes químicos para debilitar las membranas celulares. Estos agentes pueden ser tóxicos y, en algunos casos, peligrosos para la salud humana y el medio ambiente.
- Eficiencia: La eficiencia de la disrupción celular puede variar según la técnica utilizada y las condiciones experimentales.
- Selección de método: Existen varios métodos de disrupción celular, y la elección del método adecuado depende de la naturaleza de las muestras y los objetivos del experimento.
- Contaminación cruzada: Existe el riesgo de contaminación cruzada entre muestras, especialmente cuando se utilizan equipos compartidos.